# Carmen (film 2022)
Carmen è un film del 2022 diretto da Benjamin Millepied al suo esordio alla regia.
La pellicola è liberamente tratta dall'omonima opera Georges Bizet e dalla novella di Prosper Mérimée.

## Trama
Per sfuggire a un cartello della droga dopo l'omicidio della madre, la giovane Carmen lascia il Messico e si dirige a Nord verso la California. Al confine incontra il vigilante Aidan, un veterano in disperata ricerca di soldi per la sua famiglia. I due si innamorano e si recano insieme a Los Angeles per cercare aiuto da Masilda, la migliore amica della madre di Carmen che gestisce il night club "La Sombra". Per vincere il denaro necessario per la fuga, Aidan combatte in un incontro di pugilato clandestino e, pur vincendo, rimane ferito mortalmente. Grazie al suo sacrificio Carmen riesce a fuggire.

## Produzione

### Sviluppo
Nel 2017 è stato annunciato che Benjamin Millepied avrebbe fatto il suo debutto alla regia con un nuovo adattamenti cinematografico di Carmen. Nel maggio 2019 Melissa Barrera e Jamie Dornan si sono uiniti al cast nel ruolo dei due protagonisti e nel novembre 2020 Paul Mescal ha sostituito Dornan nel ruolo di Aidan; nello stesso mese è stata ufficializzata la presenza nel cast di Rossy de Palma.

### Riprese
Le riprese principali si sono svolte in Australia tra il gennaio e il marzo 2021.

## Promozione
Il primo trailer del film è stato pubblicato il 22 febbraio 2023.

## Distribuzione
Il film ha avuto la sua prima l'11 settembre 2022 in occasione del Toronto International Film Festival.
La distribuzione del film nelle sale è avvenuta il 21 aprile 2023.